# Trifurcula cryptella
Trifurcula cryptella là một loài bướm đêm thuộc họ Nepticulidae. Nó hiện diện khắp châu Âu, northwards to miền nam parts of Na Uy và Thụy Điển (nhưng không có ở Phần Lan), eastwards to Ba Lan và the Balkan Peninsula, và phía nam đến the các quốc gia Địa Trung Hải, nhưng hiếm và chỉ giới hạn ở các vùng núi. Ở Ý nó được ghi nhận ở miền bắc, ở Bồ Đào Nha nó hiện diện ở Serra da Estrêla, in Tây Ban Nha in núi Cantabria và có khả năng ởSierra Nevada. Nó không hiện diện ở các đảo Địa Trung Hải.
Sải cánh dài 4-4.6 mm.
Ấu trùng ăn Anthyllis montana, Coronilla coronata, Coronilla emerus, Coronilla emerus emeroides, Coronilla varia, Hippocrepis comosa, Lotus corniculatus, Lotus hispidus, Lotus pedunculatus và Lotus uliginosus. The mine the leaves of their host plant. 